# Dolenja Stara vas
Dolenja Stara vas – wieś w Słowenii, w gminie Šentjernej. W 2018 roku liczyła 169 mieszkańców.